# Deutsche Nordische Skimeisterschaften 1961

Logo des Deutschen Skiverbands

Die 44. Deutschen Nordischen Skimeisterschaften fanden vom 9. bis zum 12. Februar 1961 im nordrhein-westfälischen Winterberg am Fuße des Kahlen Asten statt.
Die Sprungläufe wurden auf der St.-Georg-Schanze am Herrloh abgehalten, deren kritischer Punkt bei 64 Metern lag. Die Langläufe wurden auf den Loipen bei Winterberg durchgeführt.
Darüber hinaus fanden am 25. und 26. Februar 1961 im Kniebis-Gebiet, das damals noch zu Baiersbronn gehörte, die Meisterschaften im 50-km-Skilanglauf und in der Vereinsstaffel statt. Bis auf den Titel in der Vereinsstaffel konnten Vertreter des Schwarzwaldes alle Wettbewerbe gewinnen.

## Programm und Zeitplan
| Datum            | Uhrzeit | Ereignis                        | Geschlecht |
| ---------------- | ------- | ------------------------------- | ---------- |
| Do., 9. Februar  | 09:00   | 30 km Langlauf                  | Männer     |
| Do., 9. Februar  | 13:30   | 5 km Langlauf                   | Frauen     |
| Do., 9. Februar  | 14:30   | 10 km Langlauf                  | Junioren   |
| Fr., 10. Februar | 10:00   | 3 × 5 km Staffellauf            | Frauen     |
| Fr., 10. Februar | 13:30   | Kombinationssprunglauf          | Männer     |
| Sa., 11. Februar | 09:00   | 15 km Langlauf                  | Männer     |
| Sa., 11. Februar | 09:00   | Kombinationslanglauf            | Männer     |
| Sa., 11. Februar | 14:00   | Qualifikation Spezialsprunglauf | Männer     |
| So., 12. Februar | 13:30   | 4 × 10 km Staffellauf           | Männer     |
| So., 12. Februar | 13:30   | Spezialsprunglauf               | Männer     |
|                  |         |                                 |            |
| Sa., 25. Februar | 09:00   | 4 × 10 km Staffellauf           | Männer     |
| So., 26. Februar | 09:00   | 50 km Langlauf                  | Männer     |

## Skilanglauf

### Frauen

#### 5 km
| Platz | Name              | Ort            | Zeit (h) |
| ----- | ----------------- | -------------- | -------- |
| 01    | Rita Czech-Blasl  | Freiburg       | 0:24:27  |
| 02    | Monika Friedrichs | Siedlinghausen | 0:24:57  |
| 03    | Margit Scherer    | Isny           | 0:25:00  |
| 04    | Heide Schlegl     | Urach          | 0:26:36  |

Datum: Donnerstag, 9. Februar 1961
Der Damenlanglauf wurde 1961 erstmals nur über fünf Kilometer ausgetragen, was die Serienmeisterin Rita Czech-Blasl jedoch nicht daran hinderte, ihren Titel zu verteidigen.

#### Verbandsstaffel
| Platz | Namen                                          | Verband             | Zeit (h) |
| ----- | ---------------------------------------------- | ------------------- | -------- |
| 01    | Monika Duffner Marika Weiß Rita Czech-Blasl    | Schwarzwald         | 1:08:04  |
| 02    | Sigried Rupp Heide Schlegl Margit Scherer      | Schwaben I          | 1:10:24  |
| 03    | Friedegund Gaiser Elfriede Junker Helga Hermle | Schwaben II         | 1:13:28  |
| 04    |                                                | Bayern              | 1:16:13  |
| 05    |                                                | Harz                | 1:19:13  |
| 06    |                                                | Nordrhein-Westfalen | 1:21:16  |

Datum: Freitag, 10. Februar 1961
Die Frauenstaffel des Skiverbandes Schwarzwald gewann den Meistertitel über 3 × 5 Kilometer mit mehr als zwei Minuten Vorsprung.

### Männer

#### 15 km
| Platz | Sportler         | Verein          | Zeit (h) |
| ----- | ---------------- | --------------- | -------- |
| 01    | Sepp Maier       | SC St. Peter    | 0:44:49  |
| 02    | Rudi Maier       | SC St. Peter    | 0:45:03  |
| 03    | Helmut Gerlach   | WSV Braunlage   | 0:45:37  |
| 04    | Walter Demel     | SC Zwiesel      | 0:45:46  |
| 05    | Sepp Achatz      | SC Zwiesel      | 0:46:00  |
| 06    | Günter Obermaier | SLV Bernau      | 0:46:02  |
| 07    | Helmut Eschle    | SC Schönwald    | 0:46:07  |
| 08    | Siegfried Hug    | SC Hinterzarten | 0:46:20  |
| 09    | Rudi Fuchs       | WSV Braunlage   | 0:46:21  |
| 10    | Albert Schäfer   | SK Willingen    | 0:46:23  |

Datum: Samstag, 11. Februar 1961
Der 15-km-Langlauf wurde unter ungünstigen Voraussetzungen durchgeführt. So war die Loipe zwar mit „meisterschaftswürdigen Schwierigkeiten“ ausgestattet, jedoch mindestens einen Kilometer zu kurz vermessen worden. Darüber hinaus hatte Frost in der Nacht die Strecke stark vereist. Mit diesen Verhältnissen konnte Sepp Maier am besten umgehen, der bereits den gesamten Winter der mit Abstand beste deutsche Langläufer war. Als dritter von sechs Maier-Buben hatte er es diesmal mit seinem jüngeren Bruder Rudi Maier als stärksten Konkurrenten zu tun. Der Außenseiter Helmut Gerlach landete als Dritter einen Überraschungserfolg.

#### 30 km
| Platz | Sportler       | Verein            | Zeit (h) |
| ----- | -------------- | ----------------- | -------- |
| 01    | Sepp Maier     | SC St. Peter      | 1:52:39  |
| 02    | Walter Demel   | SC Zwiesel        | 1:53:03  |
| 03    | Rudolf Fuchs   | WSV Braunlage     | 1:53:45  |
| 04    | Rudolf Maier   | SC St. Peter      | 1:54:53  |
| 05    | Sepp Achatz    | SC Zwiesel        | 1:56:23  |
| 06    | Rudolf Kopp    | WSV Reit im Winkl | 1:56:50  |
| 07    | Albert Schäfer | SK Willingen      | 1:56:55  |
| 08    | Josef Winkler  | Spaichingen       | 1:56:58  |
| 09    | Siegfried Weiß | SZ Brend          | 1:57:13  |
| 10    | Peter Weiß     | SZ Brend          | 1:57:22  |

Datum: Donnerstag, 9. Februar 1961
Zum Auftakt der nordischen Skimeisterschaften wurde der 30-km-Langlauf ausgetragen, der bei strömenden Regen und Tauwetter stattfand. Sieger wurde der 24 Jahre alte Landwirt Sepp Maier vom SC St. Peter. Die Überraschung des Wettkampfes war der 25-jährige Oberwachtmeister Walter Demel, der nach den ersten 15 Kilometer noch in Führung lag und schließlich Zweiter wurde.

#### 50 km
| Platz | Sportler        | Verein            | Zeit (h) |
| ----- | --------------- | ----------------- | -------- |
| 01    | Sepp Maier      | SC St. Peter      | 3:14:40  |
| 02    | Rudi Maier      | SC St. Peter      | 3:18:15  |
| 03    | Siegfried Weiß  | SZ Brend          | 3:20:48  |
| 04    | Helmut Eschle   | SC Schönwald      | 3:22:10  |
| 05    | Siegfried Hitz  | SC Hinterzarten   | 3:25:28  |
| 06    | Rudolf Kopp     | WSV Reit im Winkl | 3:25:31  |
| 07    | Gerson Flaig    | SC Schonach       | 3:27:10  |
| 08    | Siegfried Hug   | SC Hinterzarten   | 3:28:39  |
| 09    | Benedikt Kürner | SC St. Peter      | 3:28:56  |
| 10    | Hermann Möchel  | SC Mannheim       | 3:29:48  |

Datum: Sonntag, 26. Februar 1961
Zwei Wochen nach den restlichen Wettbewerben der nordischen Skimeisterschaften 1961 war die Delegation des Skiverbandes Schwarzwald erneut nicht zu schlagen. So konnte Sepp Maier nicht nur den dritten Einzeltitel des Jahres gewinnen, sondern auch die darauffolgenden vier Plätze wurden von Schwarzwäldern belegt. Die 67 Athleten fanden bei wechselnden Schneeverhältnissen eine sehr abwechslungsreiche Strecke im Kniebis-Gebiet vor.

#### Verbandsstaffel
| Platz | Verband                                              | Namen           | Zeit (h) |
| ----- | ---------------------------------------------------- | --------------- | -------- |
| 01    | Rudi Maier Siegfried Weiß Helmut Eschle Sepp Maier   | Schwarzwald I   | 2:31:37  |
| 02    | Edi Lengg Horst Möhwald Sepp Achatz Walter Demel     | Bayern I        | 2:32:39  |
| 03    | Haberstroh Siegfried Hitz Gerson Flaig Siegfried Hug | Schwarzwald II  | 2:36:21  |
| 04    |                                                      | Bayern II       | 2:36:53  |
| 05    |                                                      | Harz            | 2:41:34  |
| 06    |                                                      | Schwarzwald III | 2:41:52  |

Datum: Sonntag, 12. Februar 1961
Beim 4-mal-10-Kilometer-Staffellauf der Verbände gingen 22 Mannschaften an den Start. Bei Regen und Schneeschauern bot sich den Zuschauern ein spannender Kampf zwischen dem Schwarzwald und Bayern. Der Schwarzwälder Rudi Maier (39:19 min) konnte als Startläufer einen knappen Vorsprung von sieben Sekunden auf den Bayer Edi Lengg (39:26 min) herauslaufen, doch verlor der erfahrene Siegfried Weiß (37:47 min) fast eine Minute auf Horst Möhwald (36:43 min), sodass der Bayerische Skiverband zur Hälfte in Führung lag. In der dritten Runde wuchs Helmut Eschle (37:23 min) über sich hinaus und konnte Sepp Achatz (38:26 min) 50 Meter vor dem Ziel einholen. Der herausragendste Athlet des Winters Sepp Maier (37:08 min) konnte schließlich die schwarzwälder Führung ausbauen und den Sieg einfahren.

#### Vereinsstaffel
| Platz | Verband                                              | Namen             | Zeit (h) |
| ----- | ---------------------------------------------------- | ----------------- | -------- |
| 01    | Xaver Kraus Willi Schmidt Edi Lengg Rudolf Kopp      | WSV Reit im Winkl | 2:15:01  |
| 02    | Fritz Maier Arnold Maier Rudi Maier Sepp Maier       | SC St. Peter      | 2:15:37  |
| 03    | August Hitz Franz Thoma Siegfried Hitz Siegfried Hug | SC Hinterzarten   | 2:15:59  |
| 04    |                                                      | SC Ruhpolding     | 2:20:22  |
| 05    |                                                      | SC Oberstdorf     | 2:20:43  |
| 06    |                                                      | SV Baiersbronn    | 2:20:56  |
| 07    |                                                      | SC Zwiesel        | 2:22:51  |
| 08    |                                                      | SC Schonach       | 2:23:12  |

Datum: Samstag, 25. Februar 1961
Der 4-mal-10-Kilometer-Staffellauf der Vereine wurde 1961 im Kniebis-Gebiet erstmals ausgetragen. Der erste Vereinsmeister wurde der bayerische WSV Reit im Winkl mit 36 Sekunden Vorsprung auf den SC St. Peter. Für den WSV gingen Xaver Kraus (34:10 min), Willi Schmidt (33:19 min), Edi Lengg (33:29 min) und Rudolf Kopp (34:03 min) an den Start, während beim SC St. Peter die Gebrüder Fritz Maier (34:45 min), Arnold Maier (34:43 min), Rudi Maier (34:26 min) und Sepp Maier (31:43 min) starteten. Der SC Hinterzarten wurde durch August Hitz (34:19 min), Franz Thoma (33:32 min), Siegfried Hitz (33:43 min) und Siegfried Hug (34:25 min) vertreten.

## Nordische Kombination

### Einzel (K 64/15 km)
| Platz | Name               | Verein              | Sprungpunkte | Gesamtpunkte |
| ----- | ------------------ | ------------------- | ------------ | ------------ |
| 01    | Georg Thoma        | SC Hinterzarten     | 226,5        | 458,1        |
| 02    | Josef Schiffner    | SC Taunus Frankfurt | 206,9        | 442,5        |
| 03    | Edi Lengg          | WSV Reit im Winkl   | 189,0        | 436,5        |
| 04    | Axel Zerlaut       | WSV Isny            | 204,2        | 436,3        |
| 05    | Bernd Drexl        | Bayrischzell        |              | 421,0        |
| 06    | Josef Zeller       | SC Ruhpolding       |              | 414,4        |
| 07    | Arthur Bodenmüller | WSV Isny            |              | 397,3        |
| 08    | Horst Möhwald      | SC Spitzingsee      |              | 392,7        |
| 09    | Heinrich Schertl   | Warmensteinach      |              | 389,9        |
| 10    | Mark Finkbeiner    | SV Baiersbronn      |              | 387,7        |

Datum: Freitag, 10. und Samstag, 11. Februar 1961
Die Meisterschaften der Nordischen Kombination wurden auf zwei Tage aufgeteilt, sodass der Sprunglauf am Freitag und der Langlauf am Samstag abgehalten wurden. Bereits im Sprunglauf legte der Olympiasieger Georg Thoma (67 Meter – Schanzenrekord, 64 m) den Grundstein für den Gewinn des Goldenen Ski, denn mit 20 Punkten Vorsprung vor dem früheren deutschen und österreichischen Meister Josef Schiffner (56 m, 59 m) könnte er sich eine um fast fünf Minuten längere Laufzeit als sein stärkster Rivale Schiffner leisten. In der Tat verlor Thoma bei Schneeregen und starkem Wind nur 57 Sekunden beim 15-km-Langlauf auf Schiffner, sodass der Schwarzwälder zum vierten Mal deutscher Meister in der nordischen Kombination wurde. Der bayerische Meister Edi Lengg lief die beste Zeit aller Kombinierer und rückte dadurch um einen Rang vor den schwäbischen Meister Axel Zerlaut und wurde Dritter.

## Skispringen

### Großschanze
| Platz | Name               | Ort            | Weite 1 | Weite 2 | Punkte |
| ----- | ------------------ | -------------- | ------- | ------- | ------ |
| 01    | Georg Thoma        | Hinterzarten   | 63,0 m  | 61,0 m  | 222,0  |
| 02    | Edi Heilingbrunner | Gmund          | 61,5 m  | 57,0 m  | 213,0  |
|       | Wolfgang Happle    | Neustadt       | 59,0 m  | 60,5 m  | 213,0  |
|       | Helmut Reichertz   | Braunlage      | 59,0 m  | 59,5 m  | 213,0  |
| 05    | Wolfgang Schüller  | Schonach       | 60,5 m  | 62,0 m  | 212,5  |
|       | Helmut Wegscheider | Hammer         | 60,0 m  | 58,5 m  | 212,5  |
| 07    | Hubert Witting     | Partenkirchen  | 59,0 m  | 59,0 m  | 210,5  |
| 08    | Georg Weichert     | Braunlage      | 57,5 m  | 59,0 m  | 210,0  |
| 09    | Axel Zerlaut       | Isny           | 58,0 m  | 56,5 m  | 205,5  |
| 10    | Sepp Schiffner     | Frankfurt/Main | 55,5 m  | 57,0 m  | 205,0  |

Datum: Sonntag, 12. Februar 1961
Auch im Skispringen konnte Georg Thoma den deutschen Meistertitel mit großem Vorsprung gewinnen. Zwar gingen 53 Athleten an den Start, doch war die Konkurrenz aufgrund der Abwesenheit einiger Spitzensportler wie Max Bolkart eher schwach. Dennoch bekamen die rund 4000 Zuschauer eine Rarität zu sehen, als sich mit Edi Heilingbrunner, Wolfgang Happle und Helmut Reichertz gleich drei Springer den zweiten Platz teilten. Darüber hinaus richtete sich die Aufmerksamkeit auf den Siebzehnjährigen Wolfgang Schüller, der ein Jahr zuvor aus der DDR nach Schonach im Schwarzwald gekommen war und schließlich Fünfter wurde. Der Partenkirchener Helmut Kurz vergab seine Chancen auf einen vorderen Platz, als er im zweiten Durchgang seinen Sprung auf 58,5 Meter nicht stehen konnte.